# Bryum marginatum
Bryum marginatum är en bladmossart som först beskrevs av Hugh Neville Dixon och Badhwar, och fick sitt nu gällande namn av Harumi Ochi 1972. Bryum marginatum ingår i släktet bryummossor, och familjen Bryaceae. Inga underarter finns listade i Catalogue of Life.